# Sclerotheca raiateensis
Sclerotheca raiateensis là loài thực vật có hoa trong họ Hoa chuông. Loài này được Baill. mô tả khoa học đầu tiên năm 1882.